# Україна на пісенному конкурсі Євробачення 2006
Україна взяла участь у 51-му пісенному конкурсі Євробачення, що відбувся 2006 року у Афінах, Греція. НТКУ провела національний відбір, за підсумками якого Україну на пісенному конкурсі представила співачка Тіна Кароль з піснею «Show Me Your Love». Вдало пройшовши півфінал, пісня у фіналі набрала 145 балів, посівши 7-е місце.

## Національний відбір
Відбір «Ти — зірка» відбувався у вигляді адаптації французького формату «Академія зірок» «(англ. Star Academy)» нідерландської продакшн-студії «Ендемол» (англ. «Endemol»).

### Перший тур телевізійної частини відбору (28 січня 2006, український хіт)[1]
- 01 Тарас Добровольский «Восьмий колір» (Мотор'ролла) 3+9=12 балів (тут і далі: бали голосовання: телеглядачі + журі та загальний бал.)
- 02 Ольга Свириденко «Спи собі сама» (Скрябін) 4+5=9
- 03 Ірина Розенфельд «Панно Кохання» (Таїсія Повалій) 8+10=18
- 04 Дар'я Мінеєва «Математика» (Друга ріка) 1+1=2
- 05 Станіслав Конкін «Я сошел с ума» (Табула раса) 2+12=14
- 06 Кирило Туриченко «Варто чи ні» (Олександр Пономарьов) 11+11=22
- 07 Тіна Кароль «Файне місто Тернопіль» (Брати Гадюкіни) 12+8=20
- 08 Анастасія Лушникова «Стереосистеми» (Green Grey) 7+2=9
- 09 Анна Коханчик «Діти світла» (Гайтана) 9+4=13
- 10 Євгенія Сахарова «Місяць» (Наталія Могилевська) 6+3=9
- 11 Наталія Волкова «Серце» (Олександр Пономарьов) 10+7=17
- 12 Володимир Ткаченко «Там де ти є» (Ані Лорак) 5+6=11

### Другий тур телевізійної частини відбору (світовий хіт)
- 01 Наталія Волкова «She's got the look» (Роксетт) 11 + 5 = 16
- 02 Кирило Туриченко «Always» (Бон Джові) 9 + 10 = 19
- 03 Тарас Добровольський «I've been thinking of you» (Ландонбіт) 5 + 6 = 11
- 04 Ірина Розенфельд «Dancing Queen» (Абба) 10 + 11 = 21
- 05 Станіслав Конкін «Sunshine Reggae» (Лейд Бек) 7 + 9 = 16
- 06 Анна Коханчик «Hot Stuff» (Донна Саммер) 6 + 8 = 14
- 07 Володимир Ткаченко «They will not go when I go» (Джордж Майкл) 8 + 12 = 20
- 08 Тіна Кароль «Je t'aime» (Лара Фабіан) 12 + 7 = 19

### Третій тур телевізійної частини відбору (історія «Євробачення»)
- 01 Тіна Кароль «I control you» (version of Joy Fleming, Germany, 1975) 12+9=21
- 02 Кирило Туриченко «In your eyes» (Niamh Kavanagh, Ireland 1993) 9+12=21
- 03 Ірина Розенфельд «Ding-A-Dong» (Teach-In, The Netherlands 1975) 10+10=20
- 04 Наталія Волкова «Hashket shenishar» (Shiri Maymon, Israel 2005) 11+7=18
- 05 Станіслав Конкін «Save your kisses for me» (Brotherhood of Man, UK 1976) 7+8=15
- 06 Володимир Ткаченко «Why» (Geir Ronning, Finland 2005) 8+11=19

### Фінал відбору (оригінальна пісня для конкурсу)
| № | Виконавець       | Пісня                      | Глядацький бал | Журі | Загальний бал | Місце |
| - | ---------------- | -------------------------- | -------------- | ---- | ------------- | ----- |
| 1 | Кирило Туриченко | «Бумбокс»                  | 10             | 11   | 21            | 3-є   |
| 2 | Тіна Кароль      | «»Show Me Your Love"       | 12             | 12   | 24            | 1-ше  |
| 3 | Ірина Розенфельд | «Ви дасте мені свою любов» | 11             | 10   | 21            | 2-е   |

## На Євробаченні

### Голосування[2]
| 12 балів                                             | 10 балів            | 8 балів                                                         | 7 балів                                                         | 6 балів |
| ---------------------------------------------------- | ------------------- | --------------------------------------------------------------- | --------------------------------------------------------------- | ------- |
| - Вірменія - Білорусь - Молдова - Португалія - Росія | - Ізраїль - Румунія | - Туреччина                                                     | - Андорра - Кіпр - Латвія - Литва - Польща                      |         |
| 5 балів                                              | 4 бали              | 3 бали                                                          | 2 бали                                                          | 1 бал   |
| - Ісландія - Сербія та Чорногорія                    | - Естонія - Греція  | - Боснія і Герцеговина - Болгарія - Ірландія - Мальта - Іспанія | - Хорватія - Фінляндія - Північна Македонія - Монако - Словенія |         |

| 12 балів                                                                          | 10 балів                      | 8 балів                        | 7 балів                                                         | 6 балів                              |
| --------------------------------------------------------------------------------- | ----------------------------- | ------------------------------ | --------------------------------------------------------------- | ------------------------------------ |
| - Португалія                                                                      | - Вірменія - Білорусь - Росія | - Молдова - Туреччина          | - Литва                                                         | - Кіпр - Ісландія - Ізраїль - Польща |
| 5 балів                                                                           | 4 бали                        | 3 бали                         | 2 бали                                                          | 1 бал                                |
| - Андорра - Боснія і Герцеговина - Естонія - Греція - Латвія - Північна Македонія | - Хорватія                    | - Болгарія - Румунія - Іспанія | - Фінляндія - Мальта - Монако - Сербія та Чорногорія - Словенія | - Ірландія - Нідерланди - Швеція     |

### Бали отримані від України[3]
| 12 балів | Росія                |
| 10 балів | Польща               |
| 8 балів  | Боснія і Герцеговина |
| 7 балів  | Вірменія             |
| 6 балів  | Фінляндія            |
| 5 балів  | Литва                |
| 4 бали   | Швеція               |
| 3 бали   | Кіпр                 |
| 2 бали   | Словенія             |
| 1 бал    | Білорусь             |

| 12 балів | Росія                |
| 10 балів | Боснія і Герцеговина |
| 8 балів  | Вірменія             |
| 7 балів  | Фінляндія            |
| 6 балів  | Швеція               |
| 5 балів  | Литва                |
| 4 бали   | Латвія               |
| 3 бали   | Норвегія             |
| 2 бали   | Ірландія             |
| 1 бал    | Румунія              |